# 萧端蒙
蕭端蒙（1521年—1554年），字曰啓，號同野。廣東潮陽縣縣廓都（今潮陽區）人。明朝官員。

## 生平
嘉靖十九年（1540年）庚子科廣東鄉試第七十二名舉人，嘉靖二十年（1541年）中辛丑科會試第一百四十名，三甲第三十五名進士，授翰林院庶吉士。嘉靖二十二年（1543年）十一月授山東道御史，二十六年巡按貴州，繼而調任浙江道御史，時蒙古俺答部入侵，二十九年十一月奉旨選延安、綏德精兵入衛。三十二年巡按江西，時江西藩王驕縱橫行一方，彈劾江西藩王不道，並捕捉王之部屬予以懲治。朝廷擬擢升其為大理寺卿，但不幸病逝，年方34歲。

## 著作
著有《同野集》五卷，現有《潮州耆舊集》選闕本。

## 家族
曾祖蕭崑；祖父蕭廷國，封翰林院检讨；父蕭與成，翰林院修撰。母鄭氏，封孺人；继母范氏。严侍下。弟端贲（丙午舉人）、端升（丙午舉人）、端晋、端漸、端遯。